# Jeopardy (film)
Jeopardy is een Amerikaanse film uit 1953 van John Sturges met in de hoofdrollen Barbara Stanwyck en Barry Sullivan
De film is gebaseerd op het hoorspel A Question of Time van Maurice Zimm. Met een duur van 22 minuten was het hoorspel veel te kort. Scenarist Mel Dinelli moest het oorspronkelijke scenario met zo'n vijftig minuten uitbreiden voordat er een film van een normale speelduur van kon worden gemaakt.
Jeopardy was een onverwacht succes in de bioscopen en zette actrice Barbara Stanwyck weer op de kaart. De actrice had zich teruggetrokken uit de filmindustrie en was in Europa gaan wonen. Jeopardy was haar terugkeer naar het witte doek.

## Verhaal
Doug en Helen Stilwin zijn met hun zoontje Bobby op vakantie. Ze zijn met de auto op weg naar de Mexicaanse kust om te gaan vissen. Bij Ensenada zien ze een wegversperring van de politie, maar na een snelle controle mogen ze doorrijden. Ze stoppen bij een oude pier aan een verlaten strandje. Als Bobby de pier wil verkennen, komt hij met zijn voet vast te zitten tussen de half verrotte planken. Doug weet hem los te trekken, maar zakt vervolgens zelf door de pier en valt op de grond. Voor hij kan opstaan, breekt een van de pierpalen en valt op zijn been. Tevergeefs proberen Helen en Bobby de zware paal weg te trekken. Doug stelt voor dat Helen een touw gaat zoeken bij de verlaten ranch die ze een tijdje geleden zijn gepasseerd. Als het touw aan de auto en de paal wordt bevestigd kan Doug bevrijd worden voordat het opkomende tij hem over vier uur zal verzwelgen. Terwijl Bobby bij zijn vader blijft, gaat Helen naar de ranch. Ze breekt in bij het schuurtje en vindt een touw. Dan ziet ze plotseling een man staan, een Amerikaan. Wat ze niet weet is dat de man net het lijk van een vermoorde man heeft verborgen in de schuur. Ze vraagt de man om hulp en rijdt met hem naar het strand. Tot haar grote schrik vindt de man, Lawson genaamd, het pistool van Doug in het handschoenenkastje. Hij bedreigt haar en eist dat ze hem helpt te ontsnappen aan de politie. Als ze een wegversperring naderen kan Helen niets zeggen. Als ze gepasseerd zijn, eist Lawson het stuur op. De doodsbange Helen probeert te ontsnappen als de volgende wegversperring nadert. Ze wordt echter tegengehouden door Lawson die gelijk gas geeft. Als de politie hen achtervolgt, schieten ze de achterband van Helens auto lek. Lawson weet toch te ontkomen en verwisselt de band. Helen probeert ondertussen Lawson zo ver te krijgen dat hij meegaat naar het strand om Doug te redden. Ze biedt hem de papieren en kleding van haar man en zegt zelfs op een verleidelijke toon 'dat ze er alles voor over heeft om haar man te redden'. Uiteindelijk laat Lawson zich overhalen. Met enige moeite weet hij met behulp van de auto en het touw Doug te bevrijden. Terwijl Doug veilig op het strand ligt, herinnert Lawson Helen aan haar belofte om alles te doen om haar man te kunnen redden. Maar als Helen stoïcijns toegeeft, is Lawson zo onder de indruk van haar toewijding aan haar man dat hij gelijk afscheid neemt en verdwijnt via de pier. Terwijl de politiesirenes in de verte klinken, denkt Helen na over de keuzes die ze heeft gemaakt.

## Rolverdeling
| Acteur           | Personage     |
| ---------------- | ------------- |
| Barbara Stanwyck | Helen Stilwin |
| Barry Sullivan   | Doug Stilwin  |
| Ralph Meeker     | Lawson        |
| Lee Aaker        | Bobby Stilwin |

## Achtergrond
De film heette aanvankelijk Riptide. maar kreeg bij het afronden van de productie de titel Jeopardy. Regisseur John Sturges filmde deze film noir met een beperkt budget op locatie in Dana Point, Californië. Het verhaalt is simpel maar Sturges wist zijn drie hoofdrolspelers te inspireren tot indrukwekkende prestaties. Voor Sturges was het een meevaller dat actrice Barbara Stanwyck net was teruggekeerd uit haar 'pensionering'. In 1952 was ze na de opnames voor My Reputation gestopt met filmen. Ze reisde wat rond in Europa maar begon zich te vervelen en keerde na een jaar terug naar Hollywood. Ze werd gelijk door producent Sol Baer Fielding ingehuurd voor Jeopardy. Ondanks het geringe budget was Jeopardy een onverwacht kassucces voor MGM.